# 凯丽·安东尼之死
凯丽·安东尼之死是指2008年美国佛罗里达州的一名两岁女童凯丽·玛丽·安东尼（Caylee Marie Anthony）失踪，数月后警方在树林中发现用塑料袋包裹的凯丽·安东尼的遗体的案件。
凯丽的母亲凯西·安东尼（Casey Anthony）被控杀害自己的亲生女儿凯丽。该案件发生后受到媒体广泛关注，凯西对警方作假证，以及她在女儿失踪后的反常举动都成为对她不利的因素。然而在近四年的审理过程中，没有足够证据给她定罪。凯西宣称女儿是在游泳时意外溺死，由于害怕父亲乔治，所以才选择藏尸隐藏真相。她最终于2011年7月13日被释放。